# 瓦尔哈普尔
瓦尔哈普尔（Warhapur），是印度北方邦Bijnor县的一个城镇。总人口20863（2001年）。

## 人口
该地2001年总人口20863人，其中男性10756人，女性10107人；0—6岁人口4284人，其中男2134人，女2150人；识字率37.86%，其中男性为44.07%，女性为31.26%。